# 1532
1532 (MDXXXII) var ett skottår som började en måndag i den julianska kalendern.

## Händelser

### Oktober
- 11 oktober – Kyrkostaten annekterar riksstaden Ancona.[1]

### Okänt datum
- Cistercienserklostret i Varnhem tas ur bruk.
- Inkariket erövrades av de spanska conquistadorerna
- En tredje och sista omarbetad och utökad version av Ludovico Ariostos renässansepos Den rasande Roland (Orlando furioso) utkommer i Ferrara.

## Födda
- 25 juli – Alfonso Rodriguez, spansk lekman inom jesuitorden, helgon.
- Sir John Hawkins, engelsk marinofficer och sjöfartspionjär.

## Avlidna
- Hans, son till Kristian II.
- Leonora Brogna, Italiens hovfunktionär.

### Fotnoter
1. ↑  World Statesmen (läst 4 april 2011)